# Hypsoides barrei
Hypsoides barrei är en fjärilsart som beskrevs av Paul Mabille 1890. Hypsoides barrei ingår i släktet Hypsoides och familjen tandspinnare. Inga underarter finns listade i Catalogue of Life.